# Lasioglossum tuchilas
Lasioglossum tuchilas är en biart som först beskrevs av Smith 1853.  Lasioglossum tuchilas ingår i släktet smalbin, och familjen vägbin. Inga underarter finns listade i Catalogue of Life.